# تپه کوانج
تپه کوانج مربوط به هزاره سوم قبل از میلاد است و در شهرستان اسدآباد، بخش مرکزی، روستای کوانج واقع شده و این اثر در تاریخ ۲۴ اسفند ۱۳۵۳ با شمارهٔ ثبت ۱۰۴۰ به‌عنوان یکی از آثار ملی ایران به ثبت رسیده است.